# Lewis Trondheim
Lewis Trondheim, nome d'arte di Laurent Chabosy (Fontainebleau, 11 dicembre 1964), è un disegnatore e fumettista francese.

## Biografia
Dopo aver seguito un corso per diventare grafico nel 1987 incontra Jean-Cristophe Menu e scopre un nuovo modo di fare fumetti.
Nel 1990 partecipa alla fondazione della struttura editoriale "L'Association" con i suoi amici Menu, Stanislas, Matt Konture, Killoffer e David B..
Dal 1991 Lewis lavora al laboratorio "Nawak", dove collabora con numerosi autori come Dominique Hérody, Thierry Robin, David B., Émile Bravo, Cristophe Blain, Joann Sfar e Brigitte Findakly (colorista che diventa la sua compagna nel 1993).
Nel 1994 diventa papà, firma per Dargaud la serie Lapinot e si trasferisce permanentemente nel sud della Francia. Durante questo tranquillo periodo produce una lunga serie di fumetti, libri, e un altro bambino.
Il periodo 1997-1999 vede nascere la serie dalle dimensioni titaniche Donjon per Delcourt (pubblicata in minima parte e senza molto successo in Italia dalla Magic Press, con il titolo La Fortezza), con Joann Sfar e numerosi altri compagni.
Comincia a interessarsi al fumetto per l'infanzia con Monstrueux, Les trois chemins (uscito in Italia come Le tre strade), Le Roi Catastrophe (Re Catastrofe), Allez Raconte, continuando comunque a scrivere e disegnare volumi per L'Association.
Contemporaneamente si occupa di alcune serie di cartoni animati per la televisione: La Mouche, Jack et Marcel e Kaput et Zosky (Futurikon).
Nel 2005 pubblica Shampooing, una raccolta dei suoi album per l'infanzia usciti per la Delcourt e dei volumi creati per L'Association.

## Premi
- Chevalier des Arts et Letteres nel 2005
- Grand Prix de la ville d'Angoulême nel 2006.[2]

## Opere in italiano
- Le avventure della fine dell'episodio (ProGlo Edizioni, 2014)
- 24 ore di fumetto(ProGlo Edizioni, 2017)
- Diablotus(ProGlo Edizioni, 2017)
- No,no,no(ProGlo Edizioni, 2017)
- Texas cowboys (2012, ReNoir Comics)
- Fennec (2008, ProGlo)
- Piccolo Babbo Natale e il regalo perduto (2004, Edizioni BD)
- Hanno rubato la posta di Piccolo Babbo Natale (2003, Edizioni BD)
- Adalberto piace a tutti  (2002, Edizioni BD)
- Piccolo Babbo Natale contro il dottor Perfidia (2002, Edizioni BD)
- Adalberto padrone del mondo (2001, Edizioni BD)
- Adalberto perde la pazienza (2001, Edizioni BD)
- Confusione mostruosa (2001, Edizioni BD)
- Felice Halloween, Piccolo Babbo Natale (2001, Edizioni BD)
- Le tre strade(2001, Edizioni BD)
- Amore ad interim (2000, Edizioni BD)
- Blacktown (2000, Edizioni BD)
- Buongiorno, Piccolo Babbo Natale (2000, Edizioni BD)
- La mosca (1999, Kappa Edizioni)
- Slaloms (1999, Edizioni BD)